# Liste der Einträge im National Register of Historic Places im Jersey County

Lage des Jersey County in Illinois

Die Liste der Einträge im National Register of Historic Places im Jersey County in Illinois führt alle 19 Bauwerke und historischen Stätten im Jersey County auf, die in das National Register of Historic Places aufgenommen wurden.

## Legende
| NRHP | Historic Place                      |
| HD   | Historic District                   |
| NHLD | National Historic Landmark District |

## Aktuelle Einträge
| [ 2 ] | Name                                       | Bild                                   | Eintragsdatum        | Lage | Ort         | Beschreibung |
| ----- | ------------------------------------------ | -------------------------------------- | -------------------- | --- | ----------- | ------------ |
| 1     | Charles Brainerd House                     | Charles Brainerd House                 | 1998 ID-Nr. 98000065 | 420 East Main Street (IL 100) 38° 58′ 19″ N, 90° 25′ 45″ W                                                                   | Grafton     |              |
| 2     | Duncan Farm                                | Duncan Farm                            | 1982 ID-Nr. 82002542 | Adresse nicht veröffentlicht                                                                                                 | Grafton     |              |
| 3     | Elsah Historic District                    | Elsah Historic District                | 1973 ID-Nr. 73000706 | Lasalle Street 38° 57′ 18″ N, 90° 21′ 39″ W                                                                                  | Elsah       |              |
| 4     | Fisher–Chapman Farmstead                   | Fisher–Chapman Farmstead               | 2012 ID-Nr. 12000028 | 24818 Homeridge Drive 39° 8′ 29,2″ N, 90° 20′ 42,4″ W                                                                        | Jerseyville |              |
| 5     | Col. William H. Fulkerson Farmstead        | Col. William H. Fulkerson Farmstead    | 1998 ID-Nr. 98000977 | 1510 North State Street (U.S. Highway 67) 39° 8′ 52″ N, 90° 20′ 54″ W                                                        | Jerseyville |              |
| 6     | Grafton Bank                               | Grafton Bank                           | 1994 ID-Nr. 94000016 | 225 East Main Street IL 100 38° 58′ 10″ N, 90° 25′ 55″ W                                                                     | Grafton     |              |
| 7     | Grafton Historic District                  | Grafton Historic District              | 1994 ID-Nr. 94000020 | 105-225 und 24-214 West Main Street (IL 100) 38° 58′ 9″ N, 90° 26′ 16″ W                                                     | Grafton     |              |
| 8     | Hamilton Primary School                    | Hamilton Primary School                | 1998 ID-Nr. 98000975 | Main Street 39° 3′ 3″ N, 90° 23′ 50″ W                                                                                       | Otterville  |              |
| 9     | Jersey County Courthouse                   | Jersey County Courthouse               | 1986 ID-Nr. 86001008 | Courthouse Square 39° 7′ 8″ N, 90° 19′ 44″ W                                                                                 | Jerseyville |              |
| 10    | Jerseyville Downtown Historic District     |                                        | 1986 ID-Nr. 86003528 | Abgegrenzt durch Spruce Street, North Lafayette Street, Prairie Street und North Jefferson Street 39° 7′ 7″ N, 90° 19′ 41″ W | Jerseyville |              |
| 11    | Paris Mason Building                       | Paris Mason Building                   | 1994 ID-Nr. 94000017 | 100 North Springfield Street 38° 58′ 14″ N, 90° 27′ 0″ W                                                                     | Grafton     |              |
| 12    | John and Amelia McClintock House           | John and Amelia McClintock House       | 1994 ID-Nr. 94000019 | 321 East Main Street (IL 100) 38° 58′ 10″ N, 90° 25′ 50″ W                                                                   | Grafton     |              |
| 13    | New Piasa Chautauqua Historic District     | New Piasa Chautauqua Historic District | 1982 ID-Nr. 82002541 | Westlich der Alton Avenue 38° 57′ 57″ N, 90° 23′ 5″ W                                                                        | Chautauqua  |              |
| 14    | Nutwood Site                               |                                        | 1979 ID-Nr. 79003784 | Adresse nicht veröffentlicht                                                                                                 | Nutwood     |              |
| 15    | Pere Marquette State Park Lodge and Cabins |                                        | 1985 ID-Nr. 85002405 | Box 158 38° 58′ 18″ N, 90° 32′ 28″ W                                                                                         | Grafton     |              |
| 16    | Principia College Historic District        | Principia College Historic District    | 1993 ID-Nr. 93001605 | River Road 38° 57′ 1″ N, 90° 21′ 1″ W                                                                                        | Elsah       |              |
| 17    | Ruebel Hotel                               | Ruebel Hotel                           | 1994 ID-Nr. 94000015 | 207-215 East Main Street (IL 100) 38° 58′ 10″ N, 90° 25′ 56″ W                                                               | Grafton     |              |
| 18    | Slaten-LaMarsh House                       | Slaten-LaMarsh House                   | 1994 ID-Nr. 94000018 | 25 East Main Street (IL 100) 38° 58′ 10″ N, 90° 26′ 3″ W                                                                     | Grafton     |              |
| 19    | Smith-Duncan House and Eastman Barn        | Smith-Duncan House and Eastman Barn    | 1999 ID-Nr. 99001379 | IL 100 am Pere Marquette State Park 38° 58′ 9″ N, 90° 30′ 43″ W                                                              | Grafton     |              |